# Кастро, Лукас Науэль
Лукас Науэль Кастро (исп. Lucas Nahuel Castro; род. 9 апреля 1989, Ла-Плата) — аргентинский футболист, полузащитник аргентинского клуба «Уракан».

## Клубная карьера
Лукас Кастро занимался футболом в клубе «Химнасия и Эсгрима» из своей родной Ла-Платы с 2003 года. В 2008 году он был произведён во взрослую команду. 12 апреля 2009 года Кастро дебютировал в аргентинской Примере, выйдя на замену во втором тайме гостевого поединка против «Ривер Плейта». 9 октября того же года он впервые забил на высшем уровне, открыв в гостевой встрече с командой «Росарио Сентраль».
В середине 2011 года Лукас Кастро перебрался в «Расинг» из Авельянеды после того, как его подписал главный тренер этой команды Диего Симеоне. Кастро выступал там преимущественно на левом фланге, в то время как правый фланг «Расинга» занимал Мауро Каморанези 10 марта 2012 года он сделал хет-трик в домашней игре с клубом «Олл Бойз» в рамках Клаусуры 2012.
20 июля 2012 года Лукас Кастро подписал пятилетний контракт с клубом итальянской Серии А «Катания» стоимостью в €2.5 миллионов. 26 августа того же года он дебютировал в главной итальянской лиге, выйдя на замену во втором тайме гостевого поединка против «Ромы». Спустя два месяца Кастро забил свой первый гол в Серии А, сравняв счёт в гостевой игре с «Удинезе». Сезон 2014/15 он вместе с «Катанией» провёл в Серии B.
29 июня 2015 года Лукас Кастро перешёл в клуб Серии А «Кьево».